# 我們的模擬戀愛
《我們的模擬戀愛》，為韓國於2023年3月09日至2023年3月30日每周兩集透過Naver series與heavenly平台播出的網絡劇。台灣OTT平台由GagaOOLala、Hami Video、MyVideo、KKTV、Line TV、Hami Video、LiTV 線上影視播出。由韓國新生代演員李鍾赫和李昇規繼網劇《@帳戶已刪除》再次同台共演，故事講述學生時期喜歡上好朋友的李浣，在畢業當天對好友申基泰真情告白並輕輕一吻，基泰卻對此感到了震驚後到退一步，李浣見狀立刻走人消失不再連絡，結束了他們的校園生活。七年後，李浣成為插畫家並到一間新創遊戲公司應徵戀愛遊戲畫師時，發現面試官正是當年的高中死黨兼暗戀對象申基泰，兩人隨著合作破鏡重圓的故事。

## 演員陣容

### 主要人物
| 演員   | 角色   | 介紹                                                                                      |
| 李鍾赫 | 李浣   | 以插畫家身分固定會在部落格更新自己的網漫，目前在Retry擔任新戀愛模擬遊戲的三個月專案畫師。 |
| 李昇規 | 申基泰 | 新創遊戲公司Retry程式設計師，負責遊戲企畫與開發。                                         |
| 정진우 | 李泰武 | 新創遊戲公司Retry代表。                                                                   |
| 박시영 | Jamie  | 新創遊戲公司Retry職員。                                                                   |
| 성령   | Sunny  | 新創遊戲公司Retry職員。                                                                   |

## 各集標題
| 集數 | 標題                 | 上線日期      |
| ---- | -------------------- | ------------- |
| 1    | 要重新開始遊戲嗎？   | 2023年3月9日  |
| 2    | 時間點               | 2023年3月9日  |
| 3    | 你的社群網站         | 2023年3月16日 |
| 4    | 突如其來的飛球與告白 | 2023年3月16日 |
| 5    | 我們之間的距離       | 2023年3月23日 |
| 6    | 說好了不要分開       | 2023年3月23日 |
| 7    | 選擇的十字路口       | 2023年3月30日 |
| 8    | 遊戲的結局           | 2023年3月30日 |

## 原聲帶

### Original Soundtrack
| 曲序 | 曲目                        | 演唱       | 时长 |
| ---- | --------------------------- | ---------- | ---- |
| 1.   | Because of you              | Cheero     | 3:52 |
| 2.   | Romance                     | The Bridge | 3:57 |
| 3.   | Couldn't say                | JNB        | 3:56 |
| 4.   | If I spend countless nights | 루미(Rumy) | 3:59 |

### The Story of Kitae and Wan
| 曲序 | 曲目           | 演唱   | 时长 |
| ---- | -------------- | ------ | ---- |
| 1.   | Romance        | 李鍾赫 | 3:54 |
| 2.   | Because of You | 李昇規 | 3:35 |

## 外部連結
- YouTube上的《我們的模擬戀愛》預告
- StudioWinsome 官方YouTube頻道 （页面存档备份，存于） 
- StudioWinsome 官方twitter 
- StudioWinsome 官方instagram 
- StudioWinsome 官方instagram 
- 《我們的模擬戀愛》GagaOOLala官方網站 （页面存档备份，存于） （繁體中文）
- 《我們的模擬戀愛》LINE TV官方網站 （繁體中文）
- 《我們的模擬戀愛》LiTV 線上影視官方網站 （页面存档备份，存于） （繁體中文）
- 《我們的模擬戀愛》Hami Video官方網站 （页面存档备份，存于） （繁體中文）
- 《我們的模擬戀愛》中華電信 MOD官方網站 （页面存档备份，存于） （繁體中文）
- 《我們的模擬戀愛》myVideo官方網站 （繁體中文）
- 《我們的模擬戀愛》Naver series官方網站 （页面存档备份，存于） 
- 《我們的模擬戀愛》헤븐리 Heavenly官方網站 （页面存档备份，存于） 